# Peter Grem
Simon Petrus (Peter) Grem (Gorinchem, 29 september 1945) is een Nederlands politicus van het CDA.
Grem was hoofdonderwijzer in Heeze en kwam in 1970 met zijn jongerenpartij in de gemeenteraad waar hij ook wethouder is geweest. Hij was landelijk lid van het CDA toen hij in maart 1980 benoemd werd tot burgemeester van de toenmalige gemeente Oost-, West- en Middelbeers. In 1989 volgde zijn benoeming tot burgemeester van Hoogeloon, Hapert en Casteren wat bij de Noord-Brabantse gemeentelijke herindeling op 1 januari 1997 opging in de gemeente Bladel waarop Grem daar burgemeester werd. Per 1 januari 2009 ging hij vervroegd met pensioen. Op 1 november 2010 werd hij waarnemend burgemeester van Deurne. Deze functie vervulde hij tot de benoeming van de nieuwe burgemeester, Hilko Mak, op 1 februari 2011. Op dinsdag 10 januari 2012 startte hij als waarnemend burgemeester te Asten, buurgemeente van Deurne. In oktober van dat jaar werd bekend dat Hubert Vos, op dat moment burgemeester van Nuth, voorgedragen is als de nieuwe burgemeester van Asten. Deze werd twee maanden later zijn opvolger.